# GSC1860-235
GSC1860-235 — хімічно пекулярна зоря спектрального класу A2, що має видиму зоряну величину в смузі V приблизно  0,0.